# グラベル

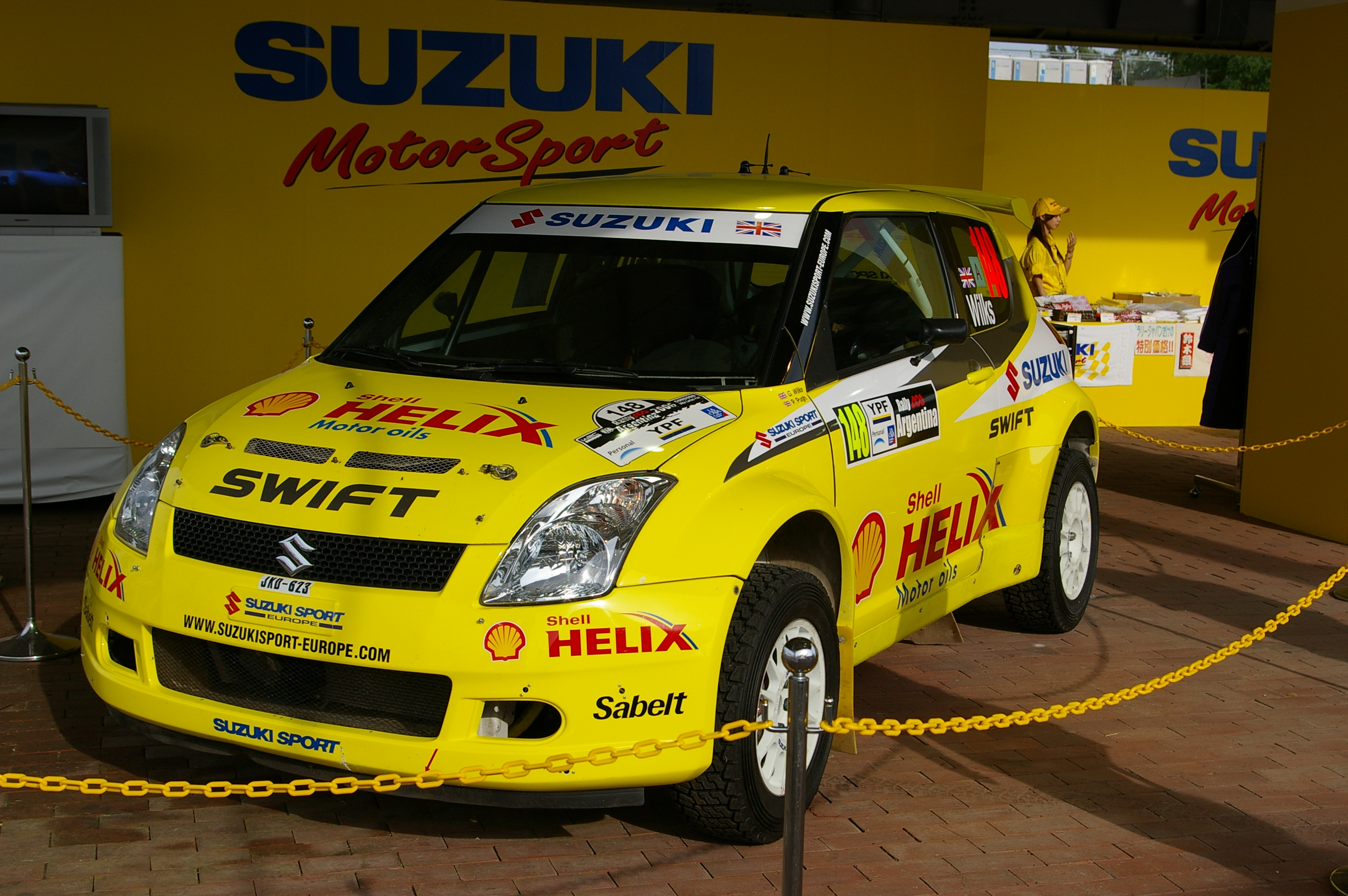
グラベル用に車高を上げているスイフトS1600

グラベル（gravel）とは、一般には砂利、砂利道のことを指すが、モータースポーツ用語ではラリーコース中での非舗装路面一般を指す。
対義語はターマック。類義語としてダートがある。
| スタブアイコン | サブスタブ | この項目は、まだ閲覧者の調べものの参照としては役立たない、スポーツに関連した書きかけの項目です。この項目を加筆・訂正などしてくださる協力者を求めています（P:スポーツ/PJ:スポーツ）。 |